# 著杰寺
著寺位於四川省甘孜州稻城縣，文物遺址年代判定為宋。2012年7月16日公佈為第八批四川省文物保護單位。
著寺位於四川省甘孜藏族自治州稻城縣桑堆鄉所沖村。“著杰”意為“巨龍盤居之地”。著杰寺由帕莫竹巴·多吉傑布創建於宋乾道五年（1169年），至今已有800多年的歷史，是藏傳佛教帕朱噶舉派寺院，白教寺廟。目前整體規模完整，保存完好寺院占地約300畝，寺院內有正殿，佛殿，經堂各一座，僧房若干，寺內白塔共有8座。著杰寺建築為土木石結構，大殿屋頂採用歇山式，氣勢雄偉、壯觀。其雕刻、彩畫、豔麗奪目，十分考究。著杰寺歷史悠久，寺內珍藏有不少珍貴文物，具有較高的歷史、科學研究價值。